# Сонні Роллінз
Теодо́р Во́лтер «Со́нні» Ро́ллінз (англ. Theodore Walter "Sonny" Rollins відомий також під прізвиськами «Newk», «Колос» (англ. Colossus і «Дядечко Дон» (англ. Uncle Don — американський джазовий музикант, саксофоніст, композитор, лідер гурту. Нерідко називається одним з найважливіших і впливовіших музикантів в історії джазу. Гра Сонні Роллінза відрізняється багатим, насиченим тоном, емоційною глибиною виконання і вигадливим поєднанням мелодії, гармонії і ритму.

## Біографія
Сонні Роллінз народився в 1930 році в Гарлемі, в сім'ї вихідців з Віргінських островів. Почав освоювати музичні інструменти з ксилофона. Після раннього знайомства з творчістю Фетса Уоллера і Луї Армстронга, і особливо під впливом Луї Джоржано в 13 років почав вивчати альт-саксофон. Після закінчення середньої школи, вчився у Вищій школі Бенджаміна Франкліна, впродовж навчання грав на тенор-саксофоні у джаз-бенді з саксофоністом Джекі Маклін, піаністом Кенні Дрю і барабанщиком Артом Тейлором. Вперше записався в 1949 році зі співаком Бабс Гонсалезом, тромбоністом Джей Джей Джонсоном, трубачем Майлзом Девісом і піаністом Бадом Пауеллом. Ця робота поклала початок стилю джазової музики хард-боп. У той час Сонні Роллінз перебував під впливом Чарлі Паркера і незабаром його помітив піаніст Телоніус Монк, який взяв під крило молодого саксофоніста і став його духовним наставником.
На початку 1950-ті роки молодий музикант мав уже дуже тверду репутацію завдяки роботам з Майлзом Девісом, Телоніус Монк, а також з Modern Jazz Quartet . Але справжній прорив стався в 1954 році, коли Сонні Роллінз з квінтетом Майлза Девіса записав свої найвідоміші композиції, що стали джазовими стандартами : «Oleo», «Airegin» і «Doxy». Він ненадовго приєднався до квінтету, але незабаром його залишив через проблеми з наркотиками.
Ще в 1950 році Сонні Роллінз був засуджений до трьох років позбавлення волі за озброєне пограбування. Відбувши в ув'язненні 10 місяців був умовно-достроково звільнений. 1952 року порушив умови звільнення, будучи затриманим з героїном. 1955 року був змушений пройти курс лікування від залежності в тоді ще єдиному центрі в США в Лексінгтоні, причому добровільно брав участь в перших дослідах лікування залежності метадоном . Після курсу лікування в 1955 році переїхав до Чикаго. В кінці року приєднався до квінтету Кліффорда Брауна — Макса Роуча, записавши з ним два альбоми. Після смерті Брауна в 1956 році, Сонні Роллінз продовжив роботу з Роучем, і записав кілька власних альбомів.
Його широко відомий альбом Saxophone Colossus, після якого саксофоніст отримав ще одне прізвисько, був записаний 22 червня 1956 року разом з піаністом Томмі Фленегеном, басистом Дугом Воткінсом і Максом Роучем на барабанах. На альбомі містилася найвідоміша композиція Роллінза «St. Thomas», а також композиція «Strode Rode» і «Moritat»(версія Mack the Knife)
У 1957 році Сонні Роллінз випустив кілька альбомів у складі тріо саксофон — контрабас — ударні, без фортепіано, що було в новинку для того часу. У подальшій своїй кар'єрі Сонні Роллінз час від часу продовжував записуватися в складі такого тріо, де нерідко під час соло ударних або контрабаса, Сонні Роллінз грав на саксофоні ритм-секцію. Також, в 1957 році вийшов перший альбом в лінійці альбомів Сонні Роллінза, де він грав один, без будь-якого акомпанементу.
У 1959 році музикант відійшов від активної діяльності. Як він пояснює сам:
|  | Я був дуже відомий в той час і відчував, що мені потрібно освіжити різні аспекти моєї майстерності. Я відчував, що на мені забагато всього і зашвидко, тому я сказав собі: «Почекай хвилину, я хочу йти своїм шляхом. Я не хотів щоб мене зіштовхнули з цього шляху, щоб я впав. Я хотів зібратись. Я практикувався на мосту, на Вільямсбурзькому мосту тому що жив тоді в Нижньому Іст-Сайді Оригінальний текст (англ.) I was getting very famous at the time and I felt I needed to brush up on various aspects of my craft. I felt I was getting too much, too soon, so I said, wait a minute, I’m going to do it my way. I wasn’t going to let people push me out there, so I could fall down. I wanted to get myself together, on my own. I used to practice on the Bridge, the Williamsburg Bridge because I was living on the Lower East Side at the time |

Гра на мосту Сонні Роллінза послужила в 1990 році прототипом епізоду Moaning Lisa в мультсеріалі Сімпсони, де Ліза зустріла джазмена Мерфі Криваві Десни, що грає на мосту.

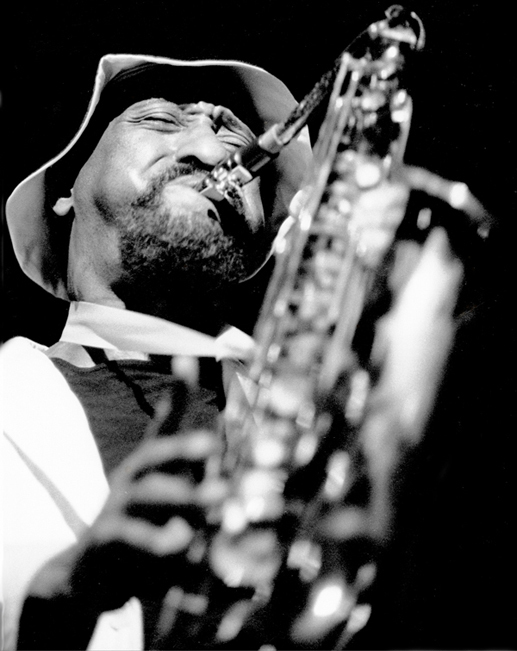

В кінці 1961 року Сонні Роллінз повернувся в музику, підписав контракт з RCA і в 1962 році разом з гітаристом Джимом Халлом, барабанщиком Беном Райлі і басистом Бобом Креншоу, записав один зі своїх найвідоміших і найпродаваніших альбомів The Bridge. Після цього альбому музикант випустив ряд різностильових, як студійних, так і концертних записів: так, альбом What's New оснований на латинській музиці, Our Man in Jazz став авангардним, Now's the Time — це збірник зіграних музикантом джазових стандартів, і інші. 1966 року Сонні Роллінз написав саундтрек до фільму Елфі, який отримав Оскар за кращу музику до фільму і вийшов потім окремою платівкою. 1970 року Сонні Роллінз знову пішов у відпустку. Захопившись східними релігіями, він подорожував по Японії, деякий час провів у монастирі в Індії (де захопився йогою і щодня відтоді приділяв їй увагу) і повернувся на сцену лише в 1972 році. З цього часу і аж до 2011 року Сонні Роллінз записав безліч альбомів у різних стилях. Повернувшись з другої відпустки, він захопився такими напрямками, як ритм-н-блюз, фанк і поп, випустивши кілька альбомів з використанням електронних інструментів. 1981 року записався (хоча і без згадки на альбомі) в трьох піснях групи The Rolling Stones на альбомі Tattoo You. 1986 року про Сонні Роллінз був знятий документальний фільм Saxophone Colossus.
Сонні Роллінз — триразовий володар премії «Греммі»: за кращий джазовий альбом 2000 року This Is What I Do (2001), за краще інструментальне джазове соло 2005 року Without a Song: The 9/11 Concert (2006), і премії за життєві досягнення (2004)
З 2006 року є власником власної звукозаписної компанії Doxy Records, на якій і записав свій перший з 2000 року студійний альбом. З 2011 року знову знаходиться у відпустці, обіцяючи випустити новий альбом в 2015 році.
З 2010 року є членом Американської академії наук і мистецтв.
З 1965 року був одружений; його дружина Люсіль була одночасно і його бізнес-партнером з позицій організації концертів, записів і т. ін. Сонні Роллінз овдовів в 2004 році.
Живе в Джермантауні, штат Нью-Йорк.

## Характеритика
«Він ніколи не створює враження, що його імпровізація — це результат механічного або математичного процесу, що базується на поєднанні акордів, натомість слідує своєму мелодичному натхненню протягом імпровізації. У п'єсі «Freedom Suite» він грає різноманітні теми до тих пір, поки до слухача не доходить — спочатку повільно, а потім швидше —, що вони взаємопов'язані. Така увага до мелодійної структурі імпровізації, як і до гармонійної, зробила Роллінза одним з найзнаменитіших джазових імпровізаторів» .
Харукі Муракамі включив Сонні Роллінза в другу книгу Джазових портретів, сказавши: «Є кілька причин, за якими мене приваблює Сонні Роллінз. Одна — це дивовижна відкритість при виконанні стандартних, звичайних на перший погляд речей, що робить його неповторним. Непомітно увійшовши в лоно мелодії, Роллінз спершу не поспішаючи розкриває її вміст і лише потім перекроює на свій лад, як би заводячи пружину заново. Залишаючи недоторканою зовнішню структуру, він вдається до текстових перестановок всередині композиції. Я не перестаю захоплюватися непередбачуваністю Роллінза».

## Дискографія

### Як соліст

#### Студійні альбоми
| Рік  | Альбом                                                  | Лейбл        |
| ---- | ------------------------------------------------------- | ------------ |
| 1953 | Sonny Rollins with the Modern Jazz Quartet              | Prestige     |
| 1954 | Moving Out                                              | Prestige     |
| 1955 | Work Time                                               | Prestige     |
| 1956 | Sonny Rollins Plus 4                                    | Prestige     |
| 1956 | Tenor Madness                                           | Prestige     |
| 1956 | Saxophone Colossus                                      | Prestige     |
| 1956 | Rollins Plays for Bird                                  | Prestige     |
| 1956 | Tour de Force                                           | Prestige     |
| 1956 | Sonny Boy                                               | Prestige     |
| 1957 | Sonny Rollins, Vol. 1                                   | Blue Note    |
| 1957 | Way Out West                                            | Contemporary |
| 1957 | Sonny Rollins, Vol. 2]                                  | Blue Note    |
| 1957 | The Sound of Sonny                                      | Riverside    |
| 1957 | Newk's Time                                             | Blue Note    |
| 1957 | Sonny Rollins Plays / Thad Jones Plays                  | Period       |
| 1958 | Freedom Suite                                           | Riverside    |
| 1958 | Sonny Rollins and the Big Brass                         | MetroJazz    |
| 1958 | Brass / Trio перевыпуск Sonny Rollins and the Big Brass | Verve        |
| 1958 | Sonny Rollins and the Contemporary Leaders              | Contemporary |
| 1959 | At Music Inn (совмещённый LP с Тедди Эдвардсом)         | MetroJazz    |
| 1959 | Oleo                                                    | Old Style    |
| 1962 | The Bridge                                              | RCA Victor   |
| 1962 | What's New?                                             | RCA Victor   |
| 1962 | Our Man in Jazz                                         | RCA Victor   |
| 1963 | Sonny Meets Hawk!                                       | RCA Victor   |
| 1964 | Now's the Time                                          | RCA Victor   |
| 1964 | The Standard Sonny Rollins                              | RCA Victor   |
| 1965 | Sonny Rollins on Impulse!                               | Impulse!     |
| 1966 | Alfie                                                   | Impulse!     |
| 1966 | East Broadway Run Down                                  | Impulse!     |
| 1972 | Next Album                                              | Milestone    |
| 1973 | Horn Culture                                            | Milestone    |
| 1975 | Nucleus                                                 | Milestone    |
| 1976 | The Way I Feel                                          | Milestone    |
| 1977 | Easy Living                                             | Milestone    |
| 1979 | Don't Ask                                               | Milestone    |
| 1980 | Love at First Sight                                     | Milestone    |
| 1981 | No Problem                                              | Milestone    |
| 1982 | Reel Life                                               | Milestone    |
| 1984 | Sunny Days, Starry Nights                               | Milestone    |
| 1985 | The Solo Album                                          | Milestone    |
| 1987 | Dancing in the Dark                                     | Milestone    |
| 1989 | Falling in Love with Jazz                               | Milestone    |
| 1991 | Here's to the People                                    | Milestone    |
| 1993 | Old Flames                                              | Milestone    |
| 1996 | Sonny Rollins + 3                                       | Milestone    |
| 1998 | Global Warming                                          | Milestone    |
| 2000 | This Is What I Do                                       | Milestone    |
| 2006 | Sonny, Please                                           | Emarcy       |

#### Концертні записи
| 1957                             | A Night at the Village Vanguard  | Blue Note      |
| 1965                             | There Will Never Be Another You  | Impulse!       |
| 1973                             | Sonny Rollins in Japan           | Victor (Japan) |
| тисяча дев'ятсот сімдесят чотири | The Cutting Edge                 | Milestone      |
| +1978                            | Do not Stop the Carnival         | Milestone      |
| 1 986                            | G-Man                            | Milestone      |
| 2001                             | Without a Song: The 9/11 Concert | Milestone      |
| 2008                             | Road Shows, Vol. 1               | Emarcy         |
| 2011                             | Road Shows, Vol. 2               | Emarcy         |
| 2014                             | Road Shows, Vol. 3               | Okeh           |

### Як запрошений музикант
| Лідер               | Альбом                                        | Рік   |
| ------------------- | --------------------------------------------- | ----- |
| Майлс Девіс         | Miles Davis and Horns                         | 1951  |
| Майлс Девіс         | Dig                                           | 1951  |
| Майлс Девіс         | Collectors 'Items                             | 1953  |
| Майлс Девіс         | Bags 'Groove                                  | 1954  |
| Кенні Дорхем        | Jazz Contrasts                                | 1957  |
| арт Фармер          | Early Art                                     | 1954  |
| Діззі Гіллеспі      | Duets                                         | 1957  |
| Діззі Гіллеспі      | Sonny Side Up                                 | 1957  |
| Бабс Гонсалез       | Weird Lullaby                                 | 1949  |
| Ерні Анрі           | Last Chorus                                   | 1956  |
| Джей Джей Джонсон   | Mad Be-Bop                                    | 1949  |
| Джей Джей Джонсон   | JJ Johnson's Jazz Quintets                    | 1949  |
| Джей Джей Джонсон   | Trombone By Three                             | 1949  |
| Еббі Лінкольн       | That's Him!                                   | 1957  |
| Modern Jazz Quartet | The Modern Jazz Quartet at Music Inn Volume 2 | 1958  |
| Телоніус Монк       | Thelonious Monk and Sonny Rollins             | 1953  |
| Телоніус Монк       | Monk                                          | 1954  |
| Телоніус Монк       | Brilliant Corners                             | 1957  |
| Фетс Наварро        | The Fabulous Fats Navarro                     | 1949  |
| Бад Пауелл          | The Amazing Bud Powell                        | 1949  |
| Макс Роуч           | Clifford Brown and Max Roach at Basin Street  | 1956  |
| Макс Роуч           | Max Roach + 4                                 | 1956  |
| Макс Роуч           | Jazz in ¾ Time                                | 1957  |
| The Rolling Stones  | Tattoo You                                    | 1 981 |
| Тінер МакКой        | Milestone Jazzstars in Concert                | 1978  |

## Нагороди
- 1973: введений в Зал слави джазу за версією журналу Down Beat
- 2001: Премія Греммі в номінації «За життєві досягнення»
- 2004: Премія Греммі в номінації «Кращий джазовий альбом»
- 2005: Премія Греммі в номінації «Кращий джазовий соло»
- 2006: Кращий джазовий музикант року[13]
- 2007: Polar Music Prize
- 2009: Австрійський почесний знак «За науку і мистецтво»
- 2010: Національна медаль США в області мистецтв
- 2010: Премія Майлза Девіса Монреальського міжнародного джазового фестивалю
- 2011: Премія Центру Кеннеді